# Bolton-le-Sands
Pour les articles homonymes, voir Bolton.
Bolton-le-Sands est un village et une paroisse civile du Lancashire, en Angleterre.